# Ngũ Phụng
Ngũ Phụng là một xã thuộc huyện Phú Quý, tỉnh Bình Thuận, Việt Nam.

## Địa lý
Xã Ngũ Phụng có diện tích 5,57 km², dân số năm 1999 là 6.306 người, mật độ dân số đạt 1.132 người/km².

## Hành chính
Xã Ngũ Phụng được chia thành 3 thôn: Phú An, Thương Châu, Quý Thạnh.
Đây là huyện lỵ huyện đảo Phú Quý.